# Sphingobacteria
A classe Sphingobacteria é composta por apenas uma ordem de bactérias que são capazes de produzir esfingolípidos.